# Canton de Prétot
Le canton de Prétot est une ancienne circonscription administrative de la Manche ayant comme chef-lieu Prétot.

## Historique
Crée en 1790, il dépend du district de Carentan. Il est supprimé lors du redécoupage cantonal de l'an IX (1801). Les 13 communes qui le composent sont alors réparties entre les cantons de La Haye-du-Puits (9 communes) et de Périers (4 communes).